# Guesnes
Guesnes é uma comuna francesa na região administrativa da Nova Aquitânia, no departamento de Vienne. Estende-se por uma área de 12,98 km². Em 2010 a comuna tinha 230 habitantes (densidade: 17,7 hab./km²).